# Ольховка (Сисертський міський округ)
Ольхо́вка (рос. Ольховка) — присілок у складі Сисертського міського округу Свердловської області.
Населення — 7 осіб (2010, 18 у 2002).
Національний склад населення станом на 2002 рік: росіяни — 78 %.